# 特里卡里科
特里卡里科（義大利語：Tricarico），是意大利马泰拉省的一个市镇。总面积176.91平方公里，人口5862人，人口密度33.1人/平方公里（2009年）。ISTAT代码为077028。